# La Parra (Badajoz)
La Parra es un municipio y localidad española de la provincia de Badajoz, en la comunidad autónoma de Extremadura. La población de La Parra formó el núcleo inicial del Señorío de los Suárez de Figueroa. Su estratégica posición domina el único paso natural que hay por el histórico camino entre Jerez de los Caballeros y Mérida.

## Situación
Integrado en la comarca de Zafra-Río Bodión, se sitúa a 58 kilómetros de la capital provincial. El término municipal está atravesado por la carretera nacional N-432, entre los pK 48 y 54, y por carreteras locales que permiten la comunicación con La Morera, Villalba de los Barros, Feria y Salvatierra de los Barros. El relieve del municipio es montañoso, formando parte del territorio la Sierra de la Calera al norte (696 metros), la Sierra de María Andrés al oeste (691 metros) y Sierra Caliza al este (753 metros). El arroyo Rivera del Guadajira hace de límite por el sur con Salvatierra de los Barros. La altitud oscila entre los 753 metros (Sierra Caliza) y los 380 metros al noreste, a orillas de un arroyo. El pueblo se alza a 518 metros sobre el nivel del mar. 
| Noroeste: La Morera                 | Norte: Santa Marta             | Noreste: Villalba de los Barros |
| Oeste: La Morera                    |                                | Este: Feria                     |
| Suroeste: Salvatierra de los Barros | Sur: Salvatierra de los Barros | Sureste: Feria                  |

## Historia

### Edad Antigua
Se tienen algunos indicios de que, desde  épocas prehistóricas, existían en La Parra algunos pobladores ya que se encontraron varios dólmenes en los alrededores de la ermita de San Pedro y en algunos sitios más. Parece ser que, por la buena situación del riachuelo Entrín, se establecieron en la zona de San Juan, parte céntrica de la población actual, diversos pobladores que cultivaron los campos de los alrededores de la ermita. Posiblemente, según algunos historiadores,  Madoz entre ellos, San Juan podría ser un antiguo templo de culto romano o la hacienda de algún señor de la zona, que está salpicada de grandes viñas. Se apoyan, principalmente, en los vestigios y tumbas romanas encontradas en la zona, en las características de la base de construcción de la «ermita de San Juan», y en la  lápida funeraria  romana encontrada en 1706. Respecto a esta lápida Madoz indica lo siguiente:

«en el año 1 706 fue desenterrada una lápida de mármol blanco, de 1 1/2 vara de alto y 1 1/2 de ancho, con una inscripción, que hoy sirve de pila del agua bendita de aquel templo, en que se contiene que estaba allí enterrada: Helvia Çemodesia, de edad de 40 años, madre de Liçio Blaio Calpurniano, que con toda claridad dice assi»:

D.M.S.
Helvia Çemodesia
ANN XXXX H.S.E.S.T.T.L.
L. Blaivs. Calpurnianvs
Matri. Pientissimae
Posvit.

Su traducción es la siguiente: «Sagrados Dioses Manes: Helvia, de una familia ilustre y virtuosa, murió de edad de 40 años. Luçio Blayo Calpurniano dedicó este monumento a su querida madre.»
Es una lápida  romana con inscripciones latinas y con un grabado  visigótico del  Cordero que se reutilizó como pila de agua bendita. En la actualidad sirve de pedestal a la imagen de  san Juan y está situada junto a la pila bautismal de la parroquia, principalmente por motivos de seguridad.
Algunos historiadores creen que esta pequeña villa se llamaba Vitis Calpurniana, o podría ser «la viña (o parra) de Calpurniano», el señor de aquellas tierras que dedicó ese ara funerario a su madre Helvia Cemodesia. Es muy probable que Vitis Calpurniana fuera una hacienda proveedora de vino de aquella época, y seguramente toda la cosecha se llevaba a Augusta Emérita (Mérida), capital de la Lusitania, región que comprendía toda la mitad sur de Portugal y la zona de Badajoz y Huelva.
Con el paso de los siglos y la implantación de los olivos y cereales en el valle de La Parra, los visigodos empezaron a expandirse por toda la región, obligando así a los aldeanos a adoptar su forma de vida y su cultura. El estilo  visigótico de la pila bautismal que hay en la iglesia parroquial de  Nuestra Señora de la Asunción puede ser un signo de la presencia de moradores de aquella época en esta villa. La población empezó a desplazarse hacia la faldas de la «sierra chiquita», que es el lugar de su actual localización, por el resguardo que le proporciona la sierra y por las fuentes naturales que manan de la misma. Así pues, los alrededores de lo que hoy en día llaman «La Fuente», debió ser el núcleo principal de la villa a cuyo alrededor empezó a crecer la población.

### Dominio musulmán
Hacia finales del año 712, cuando un poderoso ejército musulmán a las órdenes de Musa Ibn Nusair empezaba la marcha hacia Mérida con casi 18 000 hombres, de origen fundamentalmente árabe, sometió a las aldeas que encontraba a su paso sin ninguna dificultad. Es muy probable que cuando  Musa estaba en las cercanías de Zafra, enviara uno de sus destacamentos hacia Badajoz, posiblemente por el valle de esta villa, tomando aquella pequeña aldea a la que denominó Vitis. Las oleadas de inmigrantes  berberiscos del norte de África que se produjeron después de la consolidación de la conquista, se asentaron en las aldeas del reino de Badajoz y, muy probablemente, en esta aldea.
Durante cinco siglos de dominación bajo el Islam se estableció un nuevo tipo de cultura en la que el agua y las fuentes iban a ser una parte muy influyente en la vida local. Por eso es muy probable que el primer núcleo urbano que aparece en la población sea alrededor de la fuente más importante del pueblo, actualmente llamada «Fuente de las Almenas». En esa época, las tierras de cultivo o huertos que se formaron en esta parte del valle eran muy fértiles por la mayor humedad que contenían frente a las tierras más secas de la zona del Entrín.

### Reconquista
En 1229, un año antes de su muerte, Alfonso IX se hizo con el control de la villa de Zafra y, muy probablemente, tomó el control de toda la zona incluida la población de La Parra, pero la abandonó en pocos años. Bajo el reinado de  Fernando III El Santo, en el siglo XIII, ordenó a las distintas  órdenes de caballería que avanzasen hacia el sur de la península. Las tres órdenes eran la de  Santiago, la de  Alcántara y la del Temple que se adentraron en zona árabe y reconquistaron los territorios antes perdidos. No está claro cuál de ellas fue la que reconquistó La Parra, solamente se sabe que en 1237 la Orden de Alcántara, encabezada por Pedro Yáñez, tomó la población de Zafra y, un año más tarde, en 1238, el  Maestre de la Orden de Santiago Rodrigo Íñiguez tomó varias aldeas y castillos, entre ellos el de Feria por lo que es posible que cualquiera de estas dos órdenes se presentasen en este pueblo para tomar la aldea.
Algunos autores indican que el nacimiento de esta población fue una fortaleza  templaria que los caballeros de esa orden pusieron para la vigilancia del paso natural entre Mérida y Jerez de los Caballeros razón por la que se atribuye a esa orden el origen de la localidad de La Parra. En La Parra existían habitantes  almohades y una importante comunidad  judía que, junto a los cristianos, formaron un curioso «mosaico de culturas».

### Señores y señoríos (siglos XIII-XV)

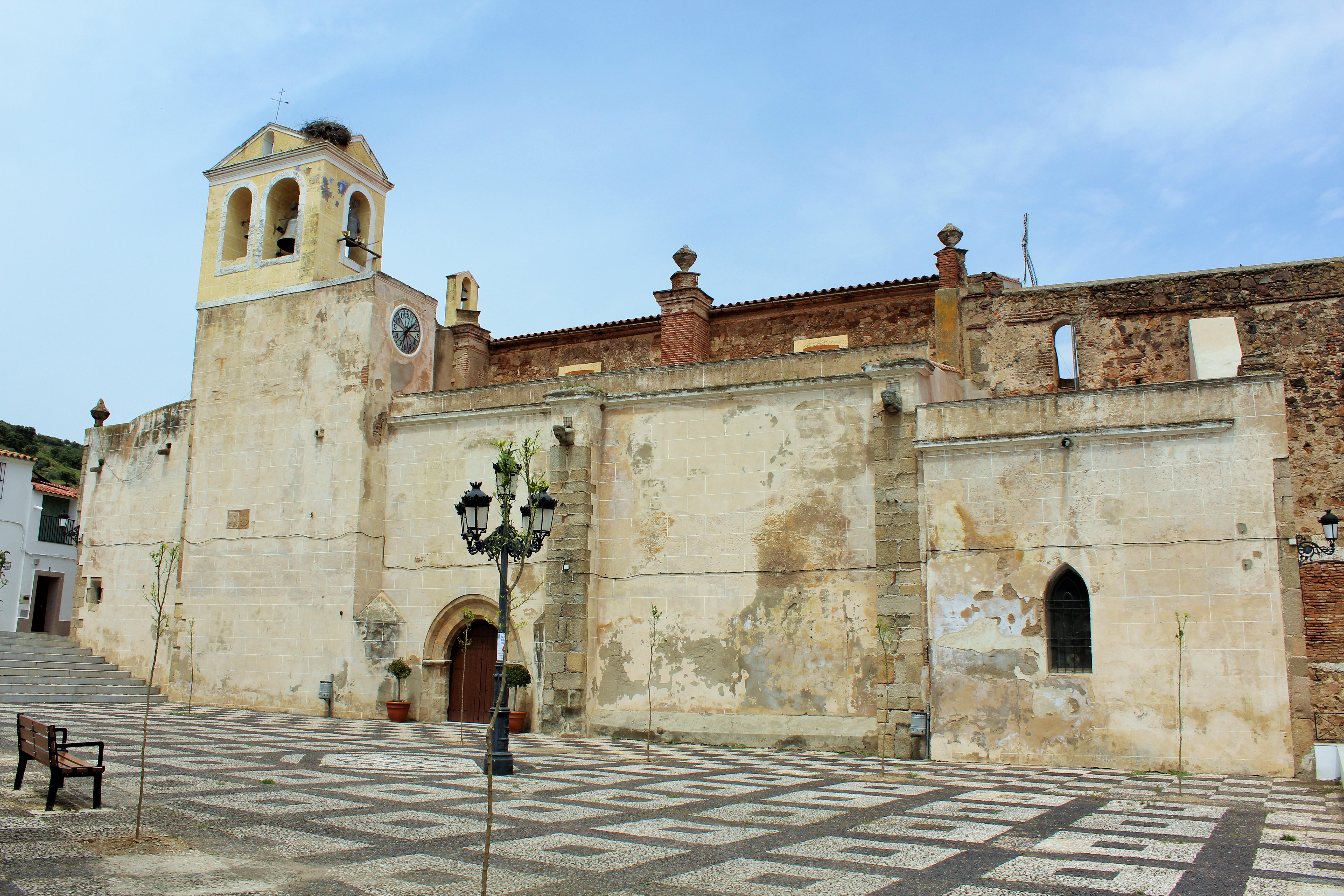
Iglesia parroquial de Nuestra Señora de la Asunción

Entre 1294 y 1304, La Parra perteneció a Alonso Pérez de Guzmán, señor de Sanlúcar de Barrameda y célebre defensor de la ciudad de Tarifa, hasta que en 1304 pasó a pertenecer a la ciudad de Badajoz. En 1343, el rey Alfonso XI el Justiciero cedió La Parra a Enrique Enríquez el Mozo, señor de Villalba de los Barros,  caudillo mayor del obispado de Jaén, y Justicia mayor del rey. En 1349 el concejo de la ciudad de Badajoz la compró por 40 000 maravedíes.
En 1385 los portugueses, que estaban en guerra contra la Corona de Castilla, arrasaron a su paso el municipio, que no se recuperó hasta diez años después. El 26 de febrero de 1394 el rey Enrique III de Castilla donó La Parra, junto con Zafra y Feria, a Gómez I Suárez de Figueroa, para premiar de ese modo la labor de su padre, Lorenzo I Suárez de Figueroa,  maestre de la Orden de Santiago y vasallo de Enrique III, llamado «el Doliente». Lorenzo I Suárez de Figueroa ordenó a su procurador, Álvaro Martínez de Aponte, tomar las villas en nombre de su hijo lo que provocó el descontento de la población. La noticia de dicha donación llegó hasta Badajoz, del cual dependía La Parra y se puso contra dicha decisión del rey. Parece ser que durante seis meses, Álvaro Martínez estuvo «allanando» el terreno para la toma de posesión de dichas villas, negociando con el  Concejo de Badajoz y para tranquilizar los ánimos de la población.
Todo ello culminó cuando la mañana del 10 de septiembre de 1394 el pregonero de la aldea convocó la reunión del «Concejo de La Parra», formada por los nobles y personajes relevantes. Durante el acto de toma de posesión, se dio lectura de la «donación» y 

...ante el requerimiento de recibir a Gomes Suárez de Figueroa por su señor, el concejo dijo que ellos recibían la orden del Rey con respeto y reverencia, y como mandaba el rey su señor natural, estaban preparados a cumplir lo que su señor Rey les mandaba....

Así, Álvaro Martínez tomó posesión de La Parra y sus términos y nombró los distintos cargos del lugar: Alcalde ordinario, escribano, alguacil y mayordomo; recibió juramento de cada uno de ellos y les indicó sus atribuciones. Con el deseo de Gomes Suárez de conocer sus dominios y para formalizar el acto anterior, la tarde del 10 de noviembre de 1394, los vecinos de La Parra nombran a sus representantes para prestar juramento y lealtad al nuevo señor en la iglesia del pueblo ante  Gomes Suárez de Figueroa y, tras jurar según el ritual de la época fidelidad al nuevo señor, le besaran la mano en prueba de aceptación de su señorío. Asistiendo al acto, que se celebró en la iglesia, todos los habitantes de La Parra.

### Contribución a la conquista americana
Según el presbítero don Vicente Navarro del Castillo, La Parra contribuyó con 21 habitantes a la conquista americana, pero debieron ser muchos más  puesto que una familia compuesta por más de una docena de miembros  se instaló en Venezuela en 1557. Los hombres de ese grupo contribuyeron a la conquista de aquellos territorios así como al proceso conquistador del Nuevo Reino de Granada y al del territorio peruano. Se supone que los miembros de esta familia, posiblemente conversos,  debían tener problemas con la   Inquisición, ya que no existe ninguna inscripción de su salida de España, ni en la Casa de Contratación de Sevilla ni en otros documentos de la época. La «familia de La Parra» posiblemente tuvieran apellido distinto pero adoptaron el nombre del pueblo, como hicieron muchos otros de parecidas circunstancias, para evitar problemas en la nueva tierra que escogieron. Aunque todos tuvieron un destacado papel en sus intervenciones, los miembros más sobresalientes de esta familia fueron Jerónimo de la Parra y su hijo Juan Ruiz de la Parra, quien desempeñó variados e importantes cargos en diversas ciudades de Venezuela.

### Edad Contemporánea
A la caída del Antiguo Régimen la localidad se constituyó en municipio constitucional de la región de Extremadura. Desde 1834 quedó integrado en el  partido judicial de Zafra.

## Demografía
La Parra cuenta con una población de 1284 habitantes (INE 2024).
| Gráfica de evolución demográfica de La Parra entre 1842 y 2021                                                        |
| |
| Población de derecho según los censos de población del INE. Población de hecho según los censos de población del INE. |

## Patrimonio

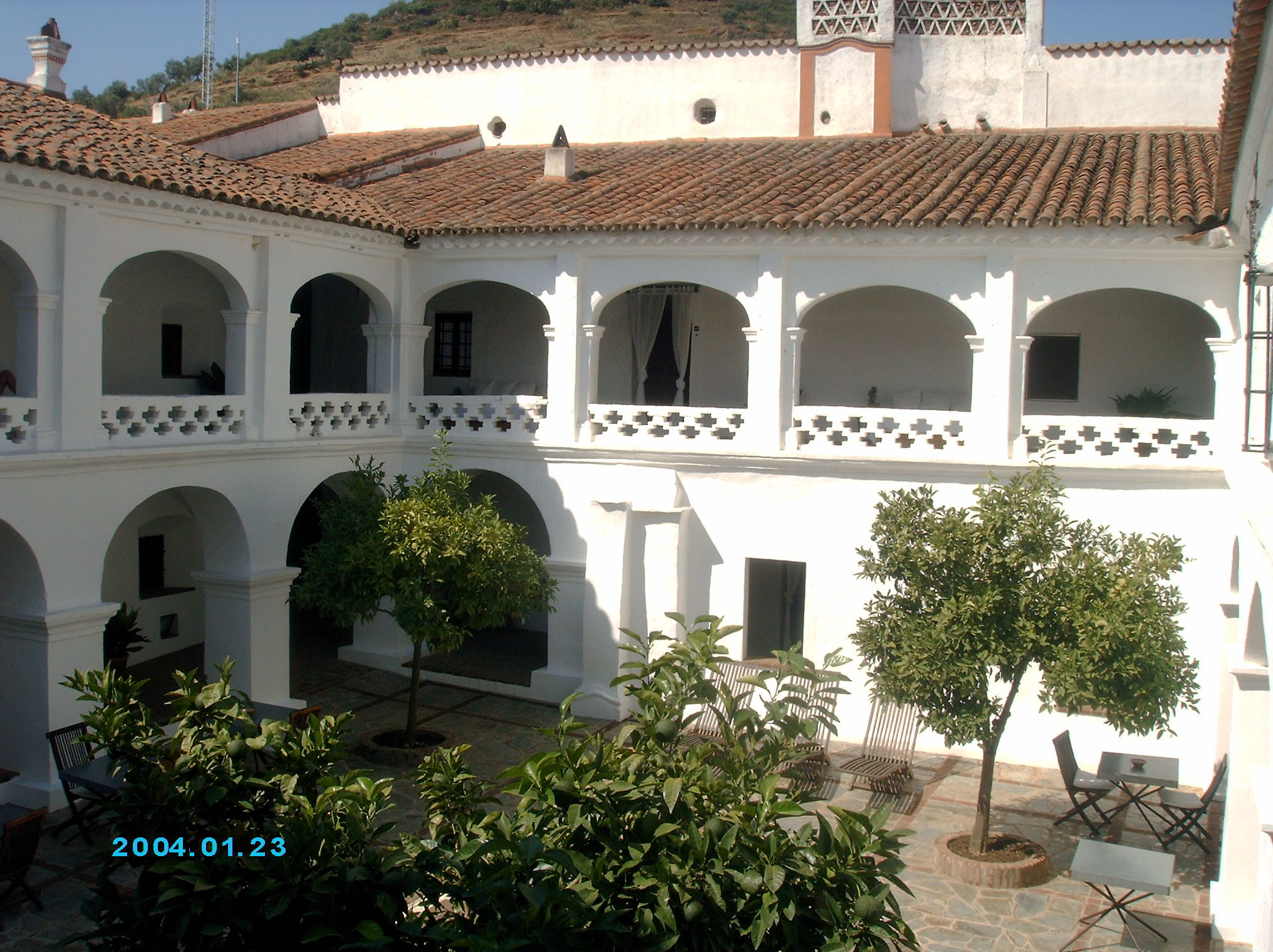
Convento Santa Clara

El patrimonio artístico, cultural e histórico más relevante lo componen las siguientes edificaciones:

### Iglesia parroquial de Nuestra Señora de la Asunción
La iglesia parroquial católica está bajo la advocación de Nuestra Señora de la Asunción, tiene título de «La Coronada» y depende de la Archidiócesis de Mérida-Badajoz.
Con la ocupación por las distintas órdenes militares se empezó la construcción de las naves centrales, adaptándolas a la orografía del terreno. La llegada de los Señores de Feria dio lugar a una de sus mayores ampliaciones en el siglo XV. Sufrió muchas remodelaciones y pudo ser algún tipo de fortaleza en la  época árabe, según se deduce de la observación de algunos detalles constructivos de la cabecera del edificio, como los de algunos torreones, la estructura con tipo de  fortaleza en la nave central y la fábrica de algunos muros de estilo mudéjar a base de encofrados. La torre está inacabada y tiene dos campanarios. El exterior es de orden dórico, si bien el interior se acerca al considerarse de  estilo gótico. La cubierta es de bóveda de crucería afiligranada y con bastante altura.
Esta iglesia fue cabeza de arciprestazgo en varias ocasiones. La primera data de 1519 y comprendía las poblaciones de La Morera, Nogales, Torre de Miguel Sesmero, Almendral, Valverde de Leganés, Salvatierra de los Barros, Salvaleón, Barcarrota, Feria, Alconera, Villalba de los Barros, Solana de los Barros, La Albuera y Santa Marta.

### Convento de Santa Clara de la Parra
Es un edificio conventual que en la actualidad se ha aprovechado como hostal. Es de estilo barroco popular del siglo XVII y en su construcción se empleó mampostería y ladrillo. Los elementos más  destacables del edificio son: la portada adintelada de piedra, la iglesia o capilla del Santísimo Cristo de las Misericordias y la talla de  San Juan Bautista de alabastro finísimo, traslúcido, el coro, el claustro, la sala capitular, el refectorio y la crujía de las celdas.